# 莒格庄镇
莒格庄镇是中国山东省烟台市牟平区下辖的一个镇。

## 行政区划
莒格庄镇下辖西莒格庄村、曲家口村、板子口村、福寿庄村、孔家村、义合庄村、初家庄村、向阳村、瓦善村、东仙姑村、西仙姑村、曲河庄村、东垛夼村、西垛夼村、新建村、蒿口村、东莒格庄村、桲椤村、宫家沟村、马家庄村、长岭村、杨家夼村、洼里村、福禄地村、张皮村、崖子村、床而村、杨家盘村、院下村、泊而村、姚家庄村、岚子下村、沙家村、贵家庄村、梨树底村、桑园村、金家埠村、南宋家口村、北宋家口村。

## 主要产业
莒格庄镇主要生产小麦、玉米、地瓜、花生等，其盛产苹果。拥有采金、旅游、采矿等国有或私营企业。奶牛、奶羊较为普遍。